# Csillagvirágú liliomfa
A csillagvirágú liliomfa (Magnolia stellata) a liliomfák (Magnolia) nemzetségébe tartozó, Közép-Japánból származó dísznövény, lombhullató cserje. Illatos, nagy, a liliomokéhoz hasonló virágai miatt kedvelik. Eredeti élőhelyén tőzegmohalápokban és erdőkben fordul elő, ennek megfelelően üde, savanyú talajt és védett fekvést igényel. Ajánlott szoliterként ültetni. A liliomfák között a legkorábban nyíló és legkisebb termetű. Több fajtája van, melyek eltérnek a növekedés erősségében, vagy a virágok nyílási idejében, árnyalatában stb.

## Leírás
2–4 méteresre növő cserje. Levelei sötétzöldek, bőrneműek, tojásdad alakúak, szélük hullámos.
Csillag alakú, fehér virágai a tél végén, lombfakadás előtt március-áprilisban nyílnak. Termése tüszőcsokor, szeptember-októberben érik.

## Fajták, hibridek
Fajták
- 'Rosea' (Anglia, 1899.)
- 'Rubra' (1925.)
- 'Royal Star' (USA, 1960.)
- 'Water Lily' vagy 'Waterlily' (USA, 1939.)

Hibridek
- M. kobus × M. stellata = Magnolia × loebneri (Loebner-liliomfa)
- M. salicifolia x M. stellata = Magnolia x proctoriana

## Képek

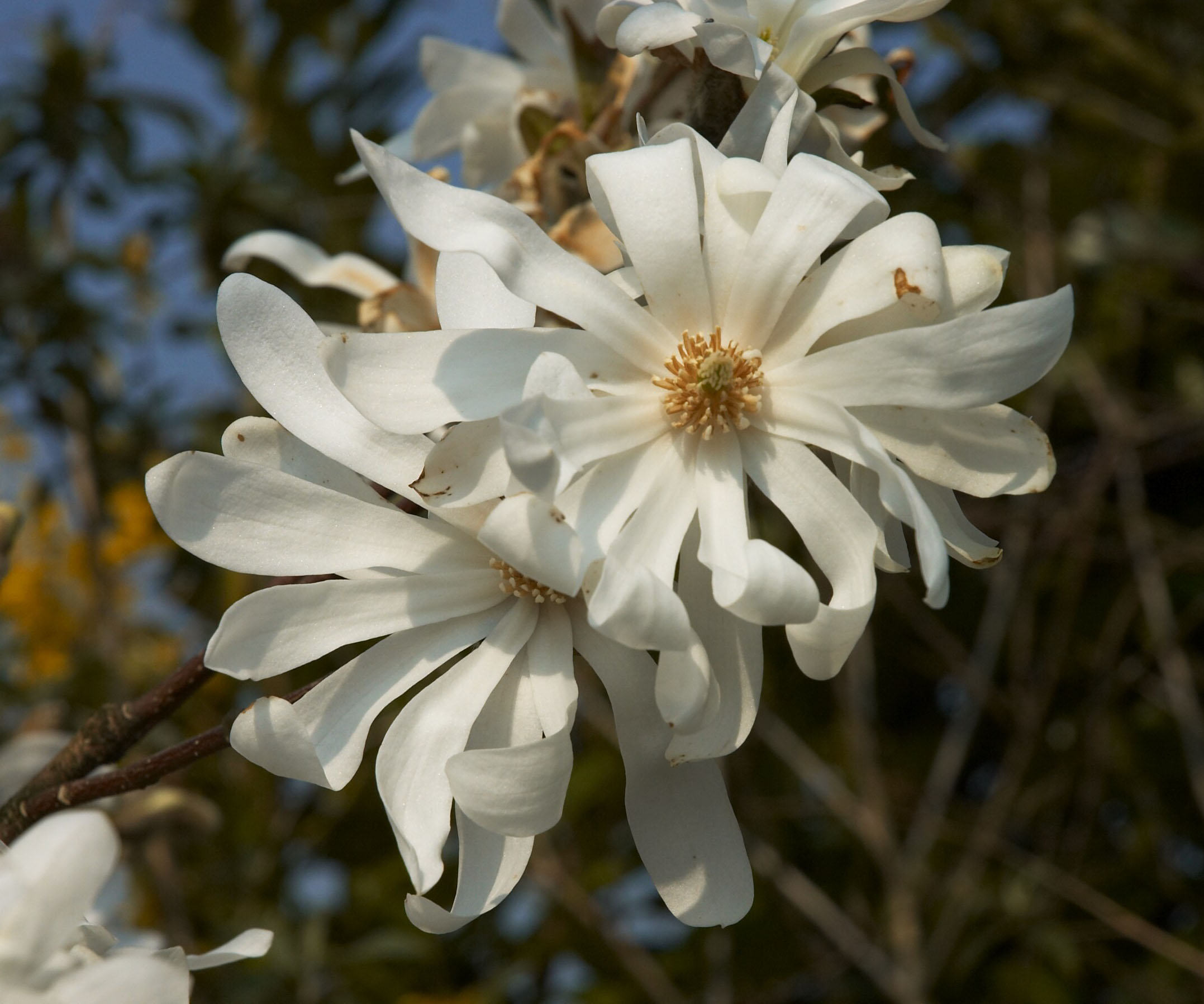
Virága
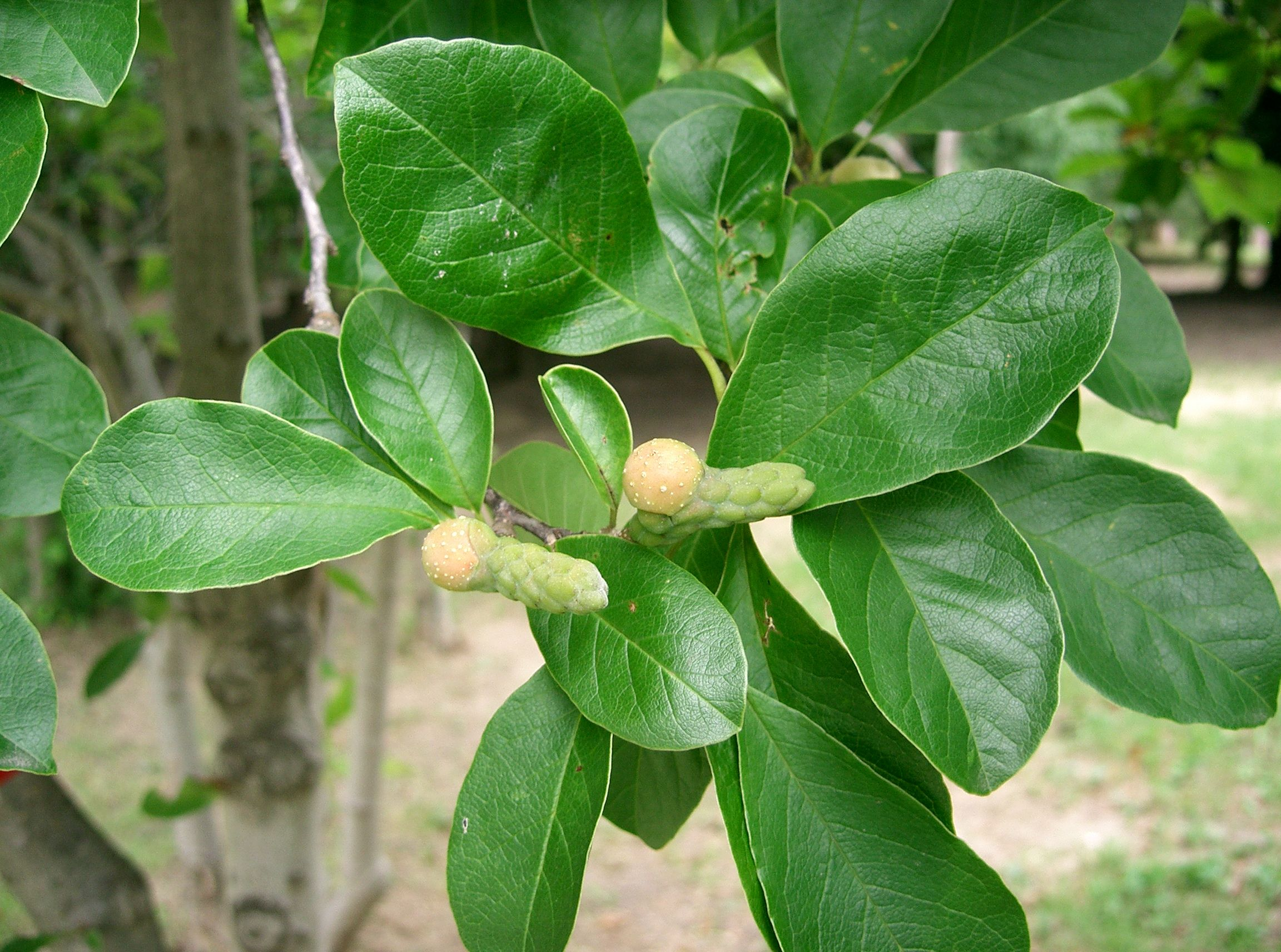
Levelei és termése